# Henrik Stenson
Henrik Olof Stenson (Göteborg, 5 aprile 1976) è un golfista svedese, facente parte del PGA Tour e del Nationwide Tour.
Nel 2016, anno in cui vinse anche la medaglia d'argento olimpica a Rio de Janeiro dietro a Justin Rose, Stenson vinse l'Open Championship giocato sul Royal Troon Golf Club diventando il primo svedese a sollevare la Claret Jug: grazie a un ultimo giro straordinario, impreziosito da dieci birdie e concluso in 63 colpi, ebbe la meglio su un rivale di grande valore, l'americano Phil Mickelson, su cui prevalse con tre colpi di vantaggio. Lo score finale di 264 (68, 65, 68 e 63) era di ben 20 sotto il par del Royal Troon .

## Biografia
Stenson è nato a Göteborg. All'età di 12 anni, ha avuto la sua prima lezione di golf con il professionista locale Richard Bayliss al Gullbringa Gullbringa Golf & Country Club, a Kungälv, a nord di Göteborg nel settembre 1988. Dato che i genitori non giocavano a golf all'epoca, ha provato per la prima volta il gioco dopo aver seguito un amico del corso. Mancino naturale, Stenson ha imparato a giocare a golf con la mano destra.

### Vita privata
Stenson sposò la collega svedese Emma Löfgren a Dubai dieci anni dopo averla incontrata all'Università della Carolina del Sud. Nel luglio 2007, sua moglie diede alla luce la prima figlia della coppia, una figlia di nome Lisa. Nel 2010, la coppia ha avuto il secondo figlio, un figlio di nome Karl.

## Vittorie professionali (22)

### PGA Tour vittorie (6)
| Legenda                      |
| Tornei Major (1)             |
| Players Championships (1)    |
| World Golf Championships (1) |
| FedEx Cup playoff eventi (2) |
| Altro PGA Tour (1)           |

| No. | Data              | Torneo                                | Punteggio di vittoria | To par  | Margine | Secondo/i                     |
| --- | ----------------- | ------------------------------------- | --------------------- | ------- | ------- | ----------------------------- |
| 1   | 25 febbraio 2007  | WGC-Accenture Match Play Championship | 2 and 1               | 2 and 1 | 2 and 1 | Geoff Ogilvy                  |
| 2   | 10 maggio 2009    | The Players Championship              | 68-69-73-66=276       | −12     | 4 colpi | Ian Poulter                   |
| 3   | 2 settembre 2013  | Deutsche Bank Championship            | 67-63-66-66=262       | −22     | 2 colpo | Steve Stricker                |
| 4   | 22 settembre 2013 | Tour Championship                     | 64-66-69-68=267       | −13     | 3 colpi | Jordan Spieth, Steve Stricker |
| 5   | 17 luglio 2016    | The Open Championship                 | 68-65-68-63=264       | −20     | 3 colpi | Phil Mickelson                |
| 6   | 20 agosto 2017    | Wyndham Championship                  | 62-66-66-64=258       | −22     | 1 colpo | Ollie Schniederjans           |

### European Tour vittoria (11)
| Legenda                         |
| Tornei Major (1)                |
| World Golf Championships (1)    |
| Race to Dubai finals series (2) |
| Altri European Tour (7)         |

| No. | Data              | Toreno                                | Punteggio di vittoria | To par | Margine | Secondo/i                                   |
| --- | ----------------- | ------------------------------------- | --------------------- | ------ | ------- | ------------------------------------------- |
| 1   | 13 maggio 2001    | Benson & Hedges International Open    | 66-68-71-70=275       | −13    | 3 colpi | Ángel Cabrera, Paul McGinley                |
| 2   | 26 settembre 2004 | The Heritage                          | 69-67-67-66=269       | −19    | 4 colpi | Carlos Rodiles                              |
| 3   | 29 gennaio 2006   | Commercialbank Qatar Masters1         | 66-68-71-68=273       | −15    | 3 colpi | Paul Broadhurst                             |
| 4   | 3 settembre 2006  | BMW International Open                | 71-68-66-68=273       | −15    | Playoff | Retief Goosen, Pádraig Harrington           |
| 5   | 4 febbraio 2007   | Dubai Desert Classic                  | 68-64-69-68=269       | −19    | 1 colpo | Ernie Els                                   |
| 6   | 25 febbraio 2007  | WGC-Accenture Match Play Championship | 2 e 1                 | 2 e 1  | 2 e 1   | Geoff Ogilvy                                |
| 7   | 18 novembre 2012  | SA Open Championship2                 | 66-65-69-71=271       | −17    | 3 colpi | George Coetzee                              |
| 8   | 17 novembre 2013  | DP World Tour Championship, Dubai     | 68-64-67-64=263       | −25    | 6 colpi | Ian Poulter                                 |
| 9   | 23 novembre 2014  | DP World Tour Championship, Dubai (2) | 68-66-68-70=272       | −16    | 2 colpi | Victor Dubuisson, Rory McIlroy, Justin Rose |
| 10  | 26 giugno 2016    | BMW International Open (2)            | 68-65-67-71=271       | −17    | 3 colpi | Darren Fichardt, Thorbjørn Olesen           |
| 11  | 17 luglio 2016    | The Open Championship                 | 68-65-68-63=264       | −20    | 3 colpi | Phil Mickelson                              |

1Co-sanzionato dal Asian Tour

2Co-sanzionato dal Sunshine Tour
European Tour playoff record (1–3)
| No. | Anno | Torneo                 | Sfidante/i                                           | Risultato |
| --- | ---- | ---------------------- | ---------------------------------------------------- | --- |
| 1   | 2005 | Scandinavian Masters   | Mark Hensby                                          | Perso col par alla seconda buca extra |
| 2   | 2006 | BMW Asian Open         | Gonzalo Fernández-Castaño                            | Perso col tiro birdie alla prima buca extra |
| 3   | 2006 | BMW International Open | Retief Goosen, Pádraig Harrington                    | Vinto col tiro eagle alla prima buca extra |
| 4   | 2014 | BMW International Open | Rafa Cabrera-Bello, Grégory Havret, Fabrizio Zanotti | Zanotti ha vinto col par alla quinta buca extra Cabrera-Bello eliminato col par alla quarta buca Havret eliminato col tiro birdie alla seconda buca |

### Sunshine Tour vitorie (2)
| Legenda                 |
| Flagship eventi (1)     |
| Other Sunshine Tour (1) |

| No. | Data             | Torneo                 | Punteggio di vittoria | Margine | Secondo        |
| --- | ---------------- | ---------------------- | --------------------- | ------- | -------------- |
| 1   | 7 dicembre 2008  | Nedbank Golf Challenge | −21 (63-71-65-68=267) | 9 colpi | Kenny Perry    |
| 2   | 18 novembre 2012 | SA Open Championship1  | −17 (66-65-69-71=271) | 3 colpi | George Coetzee |

1Co-sanzionato dal European Tour
Sunshine Tour playoff record (0–1)
| No. | Anno | Torneo                 | Sfidante       | Risultato                          |
| --- | ---- | ---------------------- | -------------- | ---------------------------------- |
| 1   | 2009 | Nedbank Golf Challenge | Robert Allenby | Perso al par alla terza buca extra |

### Challenge Tour vittorie (3)
| Legenda                  |
| Tour Championships (1)   |
| Other Challenge Tour (2) |

| No. | Data              | Torneo                          | Punteggio di vittoria | Margine | Secondo/i                                     |
| --- | ----------------- | ------------------------------- | --------------------- | ------- | --------------------------------------------- |
| 1   | 25 giugno 2000    | DEXIA-BIL Luxembourg Open       | −18 (63-68-69-70=270) | Playoff | Nicolas Colsaerts (a), Nils Roerbaek-Petersen |
| 2   | 17 settembre 2000 | Gula Sidorna Grand Prix         | −7 (66-69-71-71=277)  | 3 colpi | Robert-Jan Derksen, Kenneth Ferrie            |
| 3   | 5 novembre 2000   | Cuba Challenge Tour Grand Final | −18 (69-67-65-69=270) | 5 colpi | Mikael Lundberg, Andrew Raitt, Michele Reale  |

Challenge Tour playoff record (1–1)
| No. | Anno | Torneo                    | Sfidante/i                                    | Risultato                                     |
| --- | ---- | ------------------------- | --------------------------------------------- | --------------------------------------------- |
| 1   | 2000 | Costa Blanca Challenge    | Johan Ryström                                 | Perso col tiro birdie alla prima buca extra   |
| 2   | 2000 | DEXIA-BIL Luxembourg Open | Nicolas Colsaerts (a), Nils Roerbaek-Petersen | Vinto col tiro birdie alla seconda buca extra |

### LIV Golf Invitational Series vittorie (1)
| No. | Data           | Torneo                           | Punteggio di vittoria | Margine | Secondo/i                     |
| --- | -------------- | -------------------------------- | --------------------- | ------- | ----------------------------- |
| 1   | 31 luglio 2022 | LIV Golf Invitational Bedminster | −11 (64-69-69=202)    | 2 colpi | Dustin Johnson, Matthew Wolff |

### Altre vittorie (2)
| No. | Data             | Torneo                                              | Punteggio di vittoria | Margine | Secondo/i                                        |
| --- | ---------------- | --------------------------------------------------- | --------------------- | ------- | ------------------------------------------------ |
| 1   | 30 novembre 2008 | Omega Mission Hills World Cup (con Robert Karlsson) | −27 (65-67-66-63=261) | 3 colpi | Spagna − Miguel Ángel Jiménez e Pablo Larrazábal |
| 2   | 7 dicembre 2019  | Hero World Challenge                                | −18 (69-67-68-66=270) | 1 colpo | Jon Rahm                                         |

## Tornei Major

### Vittorie (1)
| Anno | Campionato            | 54 buche       | Punteggio di vittoria | Margine | Secondo        |
| ---- | --------------------- | -------------- | --------------------- | ------- | -------------- |
| 2016 | The Open Championship | 1 colpo in più | −20 (68-65-68-63=264) | 3 colpi | Phil Mickelson |